# Bitwa pod Sirmium
Bitwa pod Sirmium lub bitwa pod Zemun (węg. zimonyi csata) – bitwa stoczona 8 lipca 1167 pomiędzy Bizancjum i Królestwem Węgier. Bizantyjczycy odnieśli zwycięstwo i zmusili Węgrów do zawarcia pokoju na podyktowanych im warunkach.

## Sytuacja polityczna
W latach 50. i 60. XII w. Królestwo Węgier prowadziło ekspansję zmierzającą do anektowania terenów Dalmacji i Chorwacji. Działania te Bizancjum traktowało jako zagrożenie dla swojej dominacji na Bałkanach. Cesarze bizantyjscy urządzali najazdy na Węgry i popierali pretendentów do węgierskiego tronu.
Manuel I Komnen starał się o powiązanie Węgier z cesarstwem na drodze dyplomatycznej i dynastycznej. W 1163 na mocy zawartego traktatu pokojowego Bela, młodszy brat króla Stefana III, został wysłany do Konstantynopola i był wychowywany na dworze cesarskim. Bela był krewnym Manuela (matka cesarza była węgierską księżniczką) i narzeczonym jego córki. Otrzymał stworzony dla niego tytuł despoty i w 1165 został ogłoszony następcą tronu, przybierając imię Aleksy. Bela był także następcą węgierskiego tronu, co stwarzało perspektywę unii obu krajów. Jednak w 1167 król Stefan III odmówił przekazania Manuelowi dawnych ziem bizantyjskich, które wchodziły w skład księstwa Beli, co spowodowało wybuch wojny. Cesarz mianował dowódcą swojej armii Andronikosa Kontostephanosa i polecił mu doprowadzić do bitwy z Węgrami.

## Bitwa
Na początku lata 1167 armia bizantyjska pod dowództwem Andronika usiłowała zmusić siły węgierskie do przyjęcia bitwy koło Sirmium. Wojsko zostało podzielone na trzy oddziały. Główna część sił była osłaniana przez konnych łuczników: Turków i Kumanów. Straż przednią stanowili zaciężni rycerze zachodnioeuropejscy. Centrum, które w czasie marszu tworzyło tylną straż, było dowodzone osobiście przez Kontostephanosa, składało się z gwardii cesarskiej, w tym gwardii wareskiej oraz Hetaireiai, jednostek włoskich najemników z Lombardii (zapewne lekkiej jazdy), serbskiej piechoty liczącej 500 żołnierzy i wołoskiej jazdy. Na lewym skrzydle, które w czasie marszu stanowiło drugi oddział, znajdowały się regularne wojska bizantyjskie i jednostki sojusznicze podzielone na cztery brygady. Na prawym skrzydle stanowiącym trzeci oddział w marszu znajdowały się elitarne jednostki bizantyjskie, niemieccy najemnicy oraz jednostki tureckie. Za oddziałami skrzydłowymi znajdowały się jednostki osłaniające własne tyły i mające za zadanie oskrzydlenie wroga, o ile okoliczności na to pozwolą. Poza centrum znajdowały się 3 brygady piechoty i łuczników, wraz z pewną liczbą z ciężkozbrojnych Turków, zapewne także walczących pieszo.
Dowódca węgierski podzielił armię na 3 oddziały uszykowane w jednej szerokiej linii. Źródła bizantyjskie przekazały, że piechota i jazda były ze sobą pomieszane. W rzeczywistości zapewne piechota znajdowała się w centrum, a przed nią uszykowano jazdę. Armia węgierska miała zbyt mało piechoty. Źródła bizantyjskie zapewne zaliczyły służbę obozową w skład piechoty.
Bitwa rozpoczęła się od ostrzału linii węgierskich przez lekkozbrojne oddziały bizantyjskie. Działania te miały skłonić Węgrów do opuszczenia swoich stanowisk. Ostrzał przyniósł spodziewane rezultaty. Lewe skrzydło bizantyjskie, z wyjątkiem dwóch brygad, zostało zmuszone do wycofania się i pozorowanego złamania szyku w kierunku rzeki, gdzie nastąpiło szybkie przegrupowanie. W centrum i na prawym skrzydle Bizantyjczycy utrzymali szyk. Następnie prawe i lewe skrzydło bizantyjskie rozpoczęło ostrzał Węgrów, do którego przyłączyły się dwie brygady, które wcześniej nie opuściły swoich pozycji. W tym momencie Kontostephanos wydał rozkaz do ataku w centrum. Piechota na całym froncie zaczęła odpychać wojska węgierskie, które poszły w rozsypkę i zaczęły uciekać.

## Rezultaty bitwy
Węgrzy poprosili o pokój na warunkach narzuconych przez Bizancjum. Według Michaela Angolda musieli zgodzić się na bizantyjską kontrolę Dalmacji, Chorwacji i ziem zwanych obecnie Fruška gora, przekazali także zakładników, zobowiązali się do płacenia trybutu i dostarczania posiłków wojskowych. Kościół węgierski miał przejść pod zwierzchnictwo patriarchy Konstantynopola. Węgry stały się państwem wasalnym Bizancjum.
W 1169 narodził się syn Manuela. W tej sytuacji Bela utracił tytuł despoty i przestał być następcą bizantyjskiego tronu. W 1172 zmarł Stefan III i Bela z pomocą cesarską został królem Węgier. Bela pozostał wierny Bizancjum do śmierci Manuela. Potem odzyskał utracone przez Węgry tereny.